# نفيديتا بهاسين
نفيديتا بهاسين (بالإنجليزية: Nivedita Bhasin)‏ (من مواليد 1963) وهي أصغر امرأة في تاريخ الطيران المدني العالمي لقيادة طائرة نفاثة تجارية في 1 يناير 1990 عن عمر يناهز 26 عامًا من الخطوط الجوية الهندية.

## عملها في مجال الطيران
انضمت نفيديتا إلى شركة الخطوط الجوية الهندية في عام 1984 ولديها العديد من الأسبقيات الأولى لها:
- كانت الطيار المساعد في أول رحلة للنساء على متن فوكر إف27 فريند شيب مع الكابتن سعود الدين ديشموخ في نوفمبر 1985 على طريق كلكتا.
- قامت بأول رحلة لطائرة بوينغ للنساء في سبتمبر 1989 في قطاع مومباي-غوا.
- في يناير 1990 أصبحت أصغر قائد في العالم في سن 26 على طائرة بوينغ.[1][2]
- كانت الكابتن للطاقم النسائي لطائرة بوينغ على طريق حيدر آباد-فيساخاباتنام. أصبحت قائدًا في Airbus A300 وقامت بأكثر من 8100 ساعة طيران.
- في 8 آذار / مارس 1999 ، كانت قد قادت طائرة إيرباص A300 على طريق دلهي-كاتماندو للاحتفال باليوم العالمي للمرأة.
- أصبحت أول امرأة في الهند تكون على متن طائرة إيرباص A300. وقد تم منح نفيديتا موافقة المديرية العامة على الطيران المدني كطائرة تجريبية على إتمام الاختبارات المنصوص عليها بنجاح وقيامها بالتدريب اللازم. وكان التدريب المطلوب منها يشمل الفصول الدراسية والتدريب الميداني للمعرفة العملية والتدريب على المحاكاة لإتقان الطيران، والتدريب على الهبوط / الإقلاع.

## حياتها الشخصية
ولدت نيفديتا بهاسين في عام 1963 وحصلت على رخصتها للطيران عندما كانت في سن الـ18. وهي متزوجة من النقيب روهيت بهاسين، وهو قائد كبير في شركة طيران الهند، ولديهما طفلان.
تعمل بهاسين الآن قبطان على طائرة بوينغ 787 ومقرها في نيودلهي.

## وصلات خارجية
- Other Notable FIRSTS
- Taking off with the family
- India Today
- A toast to Indian woman fliers
- Indian women in aviation